# نورث‌همپتون‌شر
نورت‌همپتون‌شر (به انگلیسی: Northamptonshire) یک شهرستان در کشور انگلستان است که در ناحیه میدلند شرقی قرار دارد.
این شهرستان در سال ۲۰۱۱ میلادی ۶۹۳٬۹۰۰ نفر جمعیت داشته و مرکز آن شهر نورث‌همپتون است.

## بخش‌ها
1. نورت‌همپتون‌شر جنوبی
2. نورث‌همپتون
3. بخش داونتری
4. بورو آف ولینگبورو
5. بورو آف کترینگ
6. کوربی
7. نورت‌همپتون‌شر شرقی